# Enciclopédia Itaú Cultural
A Enciclopédia Itaú Cultural de Arte e Cultura Brasileiras, mais conhecida simplesmente como Enciclopédia Itaú Cultural, é uma obra de referência virtual que reúne informações sobre artes visuais, arte e tecnologia, literatura, teatro, cinema, dança e música produzidos no Brasil.

## Acervo
O acervo do site conta com duzentos mil registros de artistas, instituições, grupos, exposições, espetáculos e obras. Seu acervo, no entanto, tem origem em um trabalho de coleta de dados que foi iniciado em 1987, com a criação do "Banco de Dados Informatizado ICI", que a priori levantou informações sobre pinturas nacionais.